# Entrapta
Entrapta è un personaggio del cartone animato statunitense She-Ra, la principessa del potere del 1985. È stata doppiata in originale da Linda Gary. Nel reboot del 2018 She-Ra e le Principesse Guerriere è stata doppiata in originale da Christine Woods.

## Biografia del personaggio

### She-Ra, la principessa del potere
Entrapta appare solo in quattro episodi della seconda stagione della serie Filmation. Come membra dell'orda infernale, agli ordini di Hordak, è la spalla di Catra.

### She-Ra e le principesse guerriere
Entrapta fa il suo debutto nell’episodio “Errore di sistema”, il sesto della prima stagione. Entrapta è la principessa di Dryl, ma non è esattamente come le altre principesse. Infatti, lei non è legata a nessuna pietra runica e viene spesso considerata “bizzarra” per le sue idee molto innovative riguardo alla tecnologia. Difatti, nell’episodio in cui debutta, a causa di alcuni robot inventati da lei, alimentati dall’energia prodotta dal “Manufatto degli Antenati, nº 58”, che in seguito si sono infettati a causa di un problema verificatosi con lo stesso, è scoppiato un virus contagioso a Dryl, di cui è stata affetta anche la stessa She-Ra. Dopo quest’episodio, Entrapta fa il suo ritorno nell’ottavo episodio della prima stagione, “Il ballo delle principesse”, dove non svolge un ruolo molto importante. Al contrario, nell’episodio successivo, intitolato “Lavoro di squadra”, Entrapta, partecipando all’operazione di salvataggio di Bow e Glimmer, rimane accidentalmente bloccata all’interno della Zona della Paura, dopo aver tentato di salvare il suo robot Emily rimasto indietro rispetto al gruppo che stava fuggendo. She-Ra, Bow, Falco del Mare e le altre principesse pensarono che Entrapta fosse ormai spacciata e dunque non tentano neanche un’operazione di salvataggio per lei. 
Si scoprì però che Entrapta era ancora in vita, e tentò di accaparrare informazioni riguardo all’Orda, aspettando un salvataggio dai suoi amici all’interno della Zona della Paura. Dopo poco tempo venne scoperta da Catra e Scorpia, che la tennero come ostaggio. Entrapta inizialmente non si mostrò collaborativa, ma dopo che Catra le fece capire che i suoi amici non avevano intenzione di salvarla lei si unì a Catra e Scorpia e le aiutò a portare a termine il loro piano, spiegando loro che ogni principessa era legata a una pietra runica e che se avessero voluto indebolire l’Alleanza delle Principesse avrebbero dovuto distruggere tutte le pietre runiche a cui esse erano legate.